# 金少鸿
金少鸿（1946年—），男，汉族，江苏无锡人，中国药品生物制品检定专家，曾任中国药品生物制品检定所副所长、研究员、博士生导师，中国药学会理事。